# استوارت پیچ
استوارت پیچ (انگلیسی: Stuart Peach؛ زادهٔ ۲۲ فوریهٔ ۱۹۵۶) افسر ارشد بازنشسته نیروی هوایی سلطنتی بریتانیا است. پس از آموزش به عنوان ناوبر، فرماندهی اسکادران نهم بمب‌افکن را بر عهده داشت و سپس معاون فرمانده فرودگاه نیروی هوایی سلطنتی بروگن شد. او در سال ۲۰۰۰ به عنوان فرمانده هوایی ناتو (فوروارد) در کوزوو مستقر شد. او در سال ۲۰۰۶ به عنوان رئیس اطلاعات دفاعی، در سال ۲۰۰۹ به عنوان رئیس عملیات مشترک و در دسامبر ۲۰۱۱ به عنوان اولین فرمانده ستاد فرماندهی نیروهای مشترک منصوب شد و در ماه مه ۲۰۱۳ به عنوان جانشین رئیس ستاد دفاع بریتانیا منصوب شد. پیچ در ۱۴ ژوئیه ۲۰۱۶ جانشین ژنرال نیکلاس رینولدز هوتون به عنوان رئیس ستاد دفاع بریتانیا شد. او در ۲۹ ژوئن ۲۰۱۸ جانشین ژنرال پتر پاول به عنوان رئیس کمیته نظامی ناتو شد و تا زمان بازنشستگی‌اش از ناتو در ژوئن ۲۰۲۱ در این سمت خدمت کرد.